# Фантас
Фантас (грч. Phantasos) (лат. Phuntasus) је син бога сна Хипноса, брат Морфеја и Икела.

## Митологија
Фантас је био син Хипноса, који је са својом мајком Никтом сваке ноћи долазио на свет, тихо се кретао по земљи и мору и свиму што живи доносио сан који ослобађа од брига и мука.
Фантас, за разлику од свог оца није људима доносио задовољство, већ је попримао најразличитије фантастичне облике свих неживих ствари и као такав се људима приказивао као утвара. 
Име Фантаса се одржало све до данашњих дана и из грчког језика прешло у скоро све језике света да опише све оно што јесте нестварно и невероватно - фантастично.